# 卡氏雅羅魚
卡氏雅羅魚（學名：Squalius carolitertii）為輻鰭魚綱鯉形目雅羅魚科的其中一種，分布於歐洲西班牙西北部與葡萄牙北部杜羅河、蒙德戈河、利馬河、米尼奧河和萊雷斯河流域，本魚體呈長橢圓形，口近末端，吻部圓形，頭部長度約等於最大身體深度，側線鱗片39-44枚，背鰭硬棘3枚、背鰭軟條7-9枚、臀鰭硬棘3枚、臀鰭軟條6-9枚，體長可達25公分，棲息在低地至丘陵地區的河流，屬雜食性，以底棲性無脊椎動物及有機碎屑為食。